# Spartak Plowdiw
Der FC Spartak Plowdiw (bulgarisch ФК Спартак Пловдив) ist ein bulgarischer Fußballverein aus der Stadt Plowdiw. Der Verein spielt momentan in der V Grupa Süd-Ost, der dritten bulgarischen Liga. Der Spitzname des Vereins ist „Die Gladiatoren“ (Gladiatorite).

## Geschichte
Der Klub wurde 1947 gegründet. Die 1950er und 1960er Jahre waren die „goldenen Zeiten“ für Spartak Plowdiw, als man einmal bulgarischer Meister und einmal Pokalsieger wurde. 1967 legte man Spartak mit SSK Akademik und Botew Plowdiw zu einem neuen Klub -AFD Trakia- zusammen. 1982 wurde Spartak wiedergegründet und spielte bis 1994 in der zweiten und dritten Liga. Nach 27 Jahren Unterbrechung kehrte Spartak 1994 in die Erstklassigkeit zurück, die man jedoch nur zwei Jahre behaupten konnte. Zwischen 1998 und 2002 hieß der Verein nach einer erneuten Fusion, diesmal mit Komatevo Sokol`94,  Spartak-S`94.

## Erfolge
- bulgarischer Meister 1963
- bulgarischer Pokalsieger 1958
- Vizemeister 1962
- Pokalfinalist 1955, 1959

## Europapokalbilanz
| Saison  | Wettbewerb                    | Runde        | Gegner               | Gesamt | Hin     | Rück    |
| ------- | ----------------------------- | ------------ | -------------------- | ------ | ------- | ------- |
| 1963/64 | Europapokal der Landesmeister | 1. Runde     | Partizan Tirana      | 3:2    | 0:1 (A) | 3:1 (H) |
| 1963/64 | Europapokal der Landesmeister | Achtelfinale | PSV Eindhoven        | 0:1    | 0:1 (H) | 0:0 (A) |
| 1966/67 | Messestädte-Pokal             | 2. Runde     | Benfica Lissabon     | 1:4    | 1:1 (H) | 0:3 (A) |
| 1995    | UEFA Intertoto Cup            | Gruppenphase | Eintracht Frankfurt  | 0:4    | 0:4 (H) |         |
| 1995    | UEFA Intertoto Cup            | Gruppenphase | Iraklis Thessaloniki | 0:0    | 0:0 (A) |         |
| 1995    | UEFA Intertoto Cup            | Gruppenphase | FK Panerys Vilnius   | 3:0    | 3:0 (H) |         |
| 1995    | UEFA Intertoto Cup            | Gruppenphase | SK Vorwärts Steyr    | 0:2    | 0:2 (A) |         |

Gesamtbilanz: 10 Spiele, 2 Siege, 3 Unentschieden, 5 Niederlagen, 7:13 Tore (Tordifferenz −6)

## Stadion
Der FC Spartak Plowdiw spielt im Todor Diew Stadion, welches 3.500 Plätze bietet. Das Stadion ist nach dem bekanntesten Spieler des Vereins benannt.